# Conjugaison hébraïque
Cet article décrit la Conjugaison hébraïque.

## Conjugaison archaïque
La table de conjugaison suivante est une tentative de reconstruction de la conjugaison hébraïque archaïque. Ces données ont pu être obtenues par croisement avec les autres langues sémitiques, en particulier l'arabe (dont les conjugaisons sont beaucoup plus régulières et donc probablement plus proches du sémitique commun), ou par l'observation des règles phonétiques encore vivaces qui régissent la morphologie de l'hébreu. 
Par exemple, le couple de mots mèlèkh « roi » : malkî « mon roi » laisse penser à une forme de base *malk pour « roi », restée intacte par ajout du possesseur de première personne singulier -î, mais ayant subi, à l'état isolé, la séquence de changements phonétiques suivante : *malk > *malak [élimination de clusters consonnantiques finaux lourds] > *mèlèk [umlaut des a] > mèlèkh [spirantisation de l'occlusive velaire finale en position post-vocalique] (noter que la spirantisation a pu s'être produite avant l'umlaut). 
Ainsi, on devrait pouvoir générer, à partir de cette conjugaison archaïque unique, chacun des dix paradigmes basiques de l'hébreu, par application des règles phonétiques qui leur sont propres. En effet, chaque paradigme relève essentiellement des contraintes phonétiques liées aux consonnes formant la racine.
Le vocalisme reconstruit est très précisément celui de l'arabe : trois brèves a, i, u et trois longues ā, ī, ū.
| Binyan              | Qal                                      | Nif'al                                             | Pi'el                                                   | Pu'al                                                   | Hif'il                                       | Hof'al                                      | Hitpa'el                                                   |
| ------------------- | ---------------------------------------- | -------------------------------------------------- | ------------------------------------------------------- | ------------------------------------------------------- | -------------------------------------------- | ------------------------------------------- | ---------------------------------------------------------- |
| Infinitifs          | qtul, laqtul                             | hinqatil, lahinqatil                               | qattil, laqattil                                        | quttul                                                  | haqtil, lahaqtil                             | huqtil                                      | hitqattil, lahitqattil                                     |
| Participes presents | qātil qātilt                             | niqtāl niqtālt                                     | muqattil muqattilt                                      | muquttal muquttalt                                      | maqtīl maqtīlat                              | muqtāl muqtālt                              | mitqattil mutqattilt                                       |
| Participes presents | qātilīm qātilāt                          | niqtālīm niqtālāt                                  | muqattilīm muqattilāt                                   | muquttalīm muquttalāt                                   | maqtīlīm maqtīlāt                            | muqtālīm muqtālāt                           | mitqattilīm mitqattilāt                                    |
| Perfectif           | qataltī qatalta qataltī qatala qatalat   | niqtaltī niqtalta niqtaltī niqtala niqtalat        | qattaltī qattalta qattaltī qattala qattalat             | quttaltī quttalta quttaltī quttala quttalat             | haqtaltī haqtalta haqtaltī haqtīla haqtīlath | huqtaltī huqtalta huqtaltī huqtala huqtalat | hitqattaltī hitqattalta hitqattaltī hitqattala hitqattaltī |
| Perfectif           | qatalnū qataltem / ten qatalū            | niqtalnū niqtaltem / ten niqtalū                   | qattalnū qattaltem / ten qattalū                        | quttalnū quttaltem / těn quttalū                        | haqtalnū haqtaltem / ten haqtīlū             | huqtalnū huqtaltem / ten huqtalū            | hitqattalnū hitqattaltem / ten hitqattalū                  |
| Imperfectif         | aqtul taqtul taqtulī yaqtul taqtul       | inqatil tinqatil tinqatilī yiqqatil tinqatil       | *aqattil t*aqattil t*aqattilī y*aqattil t*aqattil       | *aquttal t*aquttal t*aquttalī y*aquttal t*aquttal       | aqtīl taqtīl taqtīlī yaqtīl taqtīl           | uqtal tuqtal tuqtalī yuqtal tuqtǎl          | itqattil titqattil titqattilī yitqattil titqattil          |
| Imperfectif         | naqtul taqtulū taqtulna yaqtulū taqtulna | ninqatil tinqatilū tinqatilna yinqatilū tinqatilna | n*aqattil t*aqattilū t*aqattilna y*aqattilū t*aqattilna | n*aquttal t*aquttalū t*aquttalna y*aquttalū t*aquttalna | naqtīl taqtīlū taqtilna yaqtīlū taqtilna     | nuqtal tuqtalū tuqtalna yuqtalū tuqtalna    | nitqattil titqattilū titqattilna titqattilū titqattilna    |
| Impératif           | qtul qtulī qtulū qtulna                  | hinqatil hinqatilī hinqatilū hinqatilna            | qattil qattilī qǎttilū qattilna                         |                                                         | hǎqtil haqtīlī hǎqtīlū haqtilna              |                                             | hitqattil hitqattilī hitqattilū hitqattilna                |

## Paradigme sain QTL
Lors du passage de l'hébreu archaïque à l'hébreu biblique, un nombre important de mutations phonétiques ont pris place. Elles ont profondément marqué et remodelé l'aspect de ce dernier, et complexifié son système vocalique (mais il n'est pas démontré que les Massorètes à l'origine de la codification des voyelles prononçaient effectivement toutes les nuances qu'ils introduisaient à l'écrit). L'hébreu moderne israélien a par la suite complètement re-simplifié ce système.
Conventions de translittération:
- Hébreu archaïque 
  - 3 brèves : a, i, u
  - 3 longues : ā, ī, ū.
- Hébreu biblique
  - 3 ultra-brèves : ə, a, e, o
  - 5 brèves : a, e, o, i, u
  - 3 longues ("allongées"): â, ê, ô
  - 4 ultra-longues ("longues par nature"): (ā), ī, ū, ē, ō.

Les voyelles ultra-longues sont caractérisées à l'écrit par l'utilisation des matres lectionis yod pour ī, ē et waw pour ū, ō (ā aurait pu l'être par un alef, comme en araméen ou en arabe).
- Hébreu moderne
  - 5 brèves : a, i, u, e, o

- Exposé des mutations vocaliques

Les mutations positionnelles (ou conditionnées) sont celles qui ont affecté toute voyelle située dans un contexte phonétique donné : position du ton (accent de mot), proximité avec certaines classes de consonnes (guturales, semi-voyelles), en syllabe ouverte ou fermée…
Les mutations spontanées (ou non conditionnées) sont celles qui sont intervenues en dehors de toute contrainte combinatoire, et de manière totalement aléatoire et non uniforme.
| Quantité      | Classe I | Classe A | Classe U | Positionnel | Spontané                                                        |
| ------------- | -------- | -------- | -------- | --- | --------------------------------------------------------------- |
| Ultra-brèves  | ə        | ə        | ə        | brèves en syllabe ouverte loin du ton brèves en syllabe ouverte prétonique devant suffixe vocalique (verbe)                                                                     |                                                                 |
| Ultra-brèves  | e        | a        | o        | idem, mais sous les gutturales |                                                                 |
| Brèves        | i, e     | a        | u, o     | brèves en syllabe fermée proche ou loin du ton *a brefs toniques des verbes | ouverture : *i > e, *u > o umlaut : *a > e atténuation : *a > i |
| Longues       | ê        | â        | ô        | brèves en syllabe ouverte proche du ton (tonique ou prétonique) (sauf les brèves prétoniques devant un suffixe verbal vocalique > ə) (sauf les *a bref toniques des verbes > a) |                                                                 |
| Ultra-longues | ī, ē     | (ā)      | ū, ō     | longue par nature coalescence : *ay > ē, *aw > ō | obscuration : *ā > ō                                            |

1. Les Massorètes n'ont pas jugé utile de distinguer ā de â (qamatz dans les deux cas). Pourtant, il y a lieu de différencier â < *a bref allongé sous le ton, de ā < *ā long par nature.
2. La règle générale d'allongement des brèves prétoniques s'applique très largement dans la flexion du nom et de l'adjectif ( *davar > dâvâr, *davarīm > dəvârīm), mais peu dans les conjugaisons, où les brèves prétoniques au contraire s'atténuent en schwa devant un suffixe vocalique accentué ( *qatalū > qâtəlū ). Ainsi, alors que le féminin de qatan ("petit") est qətânâh ("petite"), le fémin de qatal ("il tue") est qâtəlâh ("elle tua"").
3. Dans la conjugaison des verbes, les *a brefs toniques sont restés brefs : qatal > qâtal , alors que le nom davar > dâvâr.

Mutations
- ā > ō souvent. Ex: qātil > qōtel, mais muqtāl > mǒqtāl
- i > e sous le ton. Ex: qātil > qōtel, yuqattil > yəqattel, haqtilna > haqtelna
- u > o sous le ton. Ex: qtul > qətol, yaqtul > yiqtol
- a > i souvent en syllabe atone fermée. Ex: laqtul > liqtol, qattalta > qittalta, haqtalt > hiqtalt, mais yaqtīla > yaqtīl
- a, u, i > ə deux syllabes avant le ton. Ex: muqattil > məqattel, qataltem > qətaltem
- CC- >  CəC-. Ex: qtul > qətol
- V brève + C + suffixe vocalique > ə + C + suff. Ex: tiqtulī > tiqtəlī, qatalū > qatəlū, qātilāt > qōtəlōt, niqtalat > niqtəlah, mais haqtīlū > hiqtīlū, niqtālīm > niqtālīm car voyelle longue avant le suffixe
- CəCə > CiCə, cas se produisant à la suite de l'application de la règle précédente. Ex: qtulī > qətulī > qətəlī > qitəlī
- -at > ah. Ex: qatalat > qatəlah
- -iCC > -aCC (syllabe doublement close) > -eCeC (segholisation). Ex: qatilt > qatalt > qotelet
- mais la segholisation n'a pas affecté le perfectif 2e pers. féminin car la loi ne s'appliquait plus lorsque ce dernier a perdu son -î final.

```
forme de base       transition      segholisation des double-closes      perte
qataltî        >   qataltî      >  qataltî                          >    qatalt
qâtilt         >   qatalt       >  qatelet                          >    qotelet
```

- élément B
- élément C

| Binyan              | Qal                                        | Nif'al                                               | Pi'el                                                | Pu'al                                                | Hif'il                                     | Hof'al                                     | Hitpa'el                                                  |
| ------------------- | ------------------------------------------ | ---------------------------------------------------- | ---------------------------------------------------- | ---------------------------------------------------- | ------------------------------------------ | ------------------------------------------ | --------------------------------------------------------- |
| Infinitifs          | qətol, liqtol                              | hiqqatel, ləhiqqatel                                 | qattel, ləqǎttel                                     | quttal                                               | haqtel, ləhǎqtil                           | hoqtel                                     | hitqattel, ləhitqǎttel                                    |
| Participes presents | qōtêl qōtelet                              | niqtal niqtelet                                      | məqattêl məqattelet                                  | məquttal məquttelet                                  | maqtīl maqtīlah                            | moqtal moqtelet                            | mitqattêl mitqattelet                                     |
| Participes presents | qōtəlīm qōtəlōt                            | niqtalīm niqtalōt                                    | məqattəlīm məqattəlōt                                | məquttalīm məquttalōt                                | mǎqtīlīm mǎqtīlōt                          | mǒqtalīm mǒqtalōt                          | mitqǎttəlīm mitqǎttəlōt                                   |
| Perfectif           | qâtaltī qâtalta qâtalt qâtal qâtəlâh       | niqtaltī niqtalta niqtalt niqtal niqətlâh            | qittaltī qittalta qittalt qittêl qittəlâh            | quttaltī quttalta quttalt quttal quttəlâh            | hiqtaltī hiqtalta hiqtalt hiqtīl hiqtīlâh  | hǒqtaltī hoqtalta hoqtalt hoqtal hoqtəlâh  | hitqattaltī hitqattalta hitqattalt hitqattêl hitqattəlâh  |
| Perfectif           | qatalnū qətaltem / ten qatəlū              | niqtalnū niqtaltem / ten niqtəlū                     | qittalnū qittaltem / ten qittəlū                     | quttalnū quttaltem / ten quttəlū                     | hiqtalnū hiqtaltem / ten hiqtīlū           | hǒqtalnū hoqtaltem / ten hoqtəlū           | hitqattalnū hitqattaltem / ten hitqattəlū                 |
| Imperfectif         | eqtôl tiqtôl tiqtəlī yiqtôl tiqtôl         | eqqâtâl tiqqâtâl tiqqâtəlī yiqqâtêl tiqqâtêl         | aqattêl təqattêl təqattəlī yəqattêl təqattêl         | aquttǎl təquttal təquttəlī yəquttal təquttal         | aqtīl taqtīl taqtīlī yaqtīl taqtīl         | oqtal toqtal toqtəlī yoqtal toqtal         | etqattêl titqattêl titqattəlī yitqattêl titqattêl         |
| Imperfectif         | niqtôl tiqtəlū tiqtôlnâh yiqtəlū tiqtôlnâh | niqqatel tiqqatəlū tiqqatalnâh yiqqatəlū tiqqatalnâh | nəqattêl təqattəlū təqattêlnâh yəqattəlū təqattêlnâh | nəquttal təquttəlū təquttalnâh yəquttəlū təquttalnâh | naqtīl taqtīlū taqtelnâh yaqtīlū taqtelnâh | nǒqtǎl toqtəlū toqtêlnâh yoqtəlū toqtêlnâh | nitqǎttel titqattəlū titqattêlnâh titqattəlū titqattêlnâh |
| Impératif           | qətol qitəlī qitəlū qətolnah               | hiqqatel hiqqatəlī hiqqatəlū hiqqatalnah             | qattel qǎttəlī qattəlū qattelnah                     |                                                      | hǎqtel haqtīlī hǎqtīlū hǎqtelnah           |                                            | hitqattel hitqattəlī hitqattəlū hitqattelnah              |